# ارلبک
شهر ارلبک (به فرانسوی: Harelbeke) در شهرستان کورتریک در استان فلاندری غربی در منطقه فلاندری در کشور بلژیک واقع شده‌است.

## نگارخانه

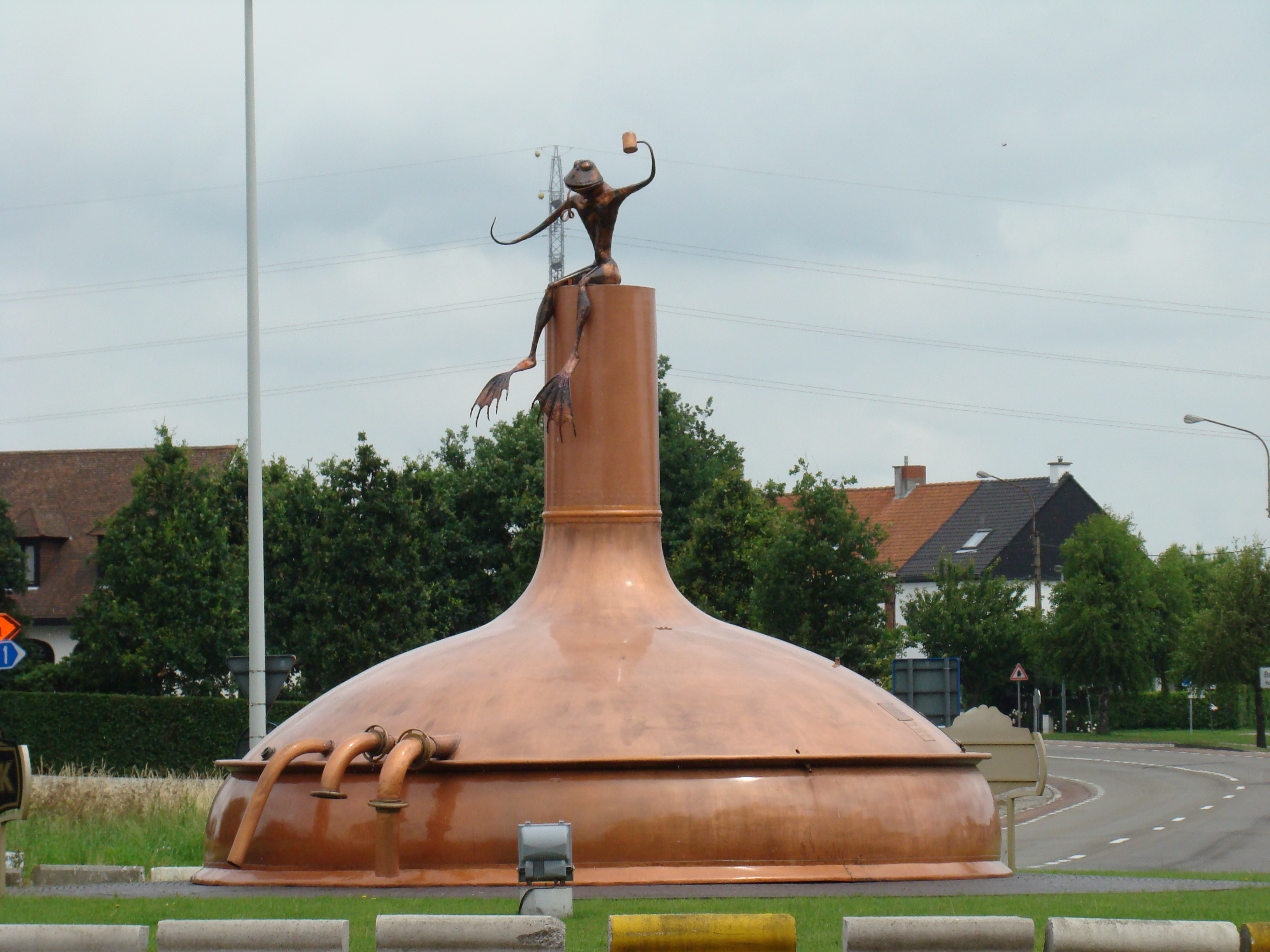